# 65e armée
La 65e armée était une unité de l'armée rouge durant la Grande Guerre patriotique.

## Historique
Formée lors de la bataille de Stalingrad en octobre 1942 à partir de la 4e Armée blindée, elle est commandée à partir du 22 octobre 1942 par Pavel Batov, ancien commandant de la 51e Armée, et subordonnée au front du Don du général Rokossovski.

Elle joue un rôle important dans l'opération Uranus, où elle compose l'aile est de la pince nord. Elle assure la percée contre la 3e Armée roumaine depuis la tête de pont de Kremenskaïa, puis repousse le XI. Armeekorps à l'est du Don.

Elle participe ensuite au siège de la 6e armée allemande enfermée dans Stalingrad puis à sa destruction lors de l'opération Koltso.
Après la chute de Stalingrad la 65e Armée est redéployée dans la région de Koursk avec les troupes du général Rokossovski dont le front est rebaptisé front du Centre.
Positionnée à l'ouest du Saillant de Koursk, elle sort indemne de la bataille de Koursk et se trouve en bonne position pour participer à la poursuite des troupes allemandes en retraite à partir de fin juillet 1943.
Elle passe le Dniepr le 15 octobre 1943.
Durant l'été 1944 elle traverse les zones marécageuses au sud de Babrouïsk et encercle la 9e armée allemande. Elle traverse le Boug le 22 juillet et la Narew au nord de Varsovie le 4 septembre, mais elle subit alors de fortes contre-attaques allemandes contre sa tête de pont, qui se succèdent pendant près de 2 mois.
Les offensives suivantes voient la 65e Armée passer la Vistule puis traverser l'est de l'Allemagne pour finalement atteindre l'Oder et prendre Stettin. Dans les derniers jours de la guerre, des éléments de la 65e armée sont impliqués dans les exactions commises à Demmin et qui aboutissent au plus grand suicide de masse de l'histoire allemande.